# Partnership on AI
Partnership on AI (volledige naam Partnership on Artificial Intelligence to Benefit People and Society) is een non-profitcoalitie die zich inzet voor een verantwoord gebruik van kunstmatige intelligentie (AI). Het onderzoekt best practices voor AI-systemen, en wil het publiek informeren over AI. De organisatie werd officieel voorgesteld op 28 september 2016, met als oprichters Amazon, Facebook, Google, DeepMind, Microsoft, en IBM. De eerste co-voorzitters waren Eric Horvitz van Microsoft Research en Mustafa Suleyman van DeepMind. Apple trad in januari 2017 toe, en in 2019 waren meer dan 100 partners uit de academische wereld, het maatschappelijk middenveld, de industrie en non-profits lid van de coalitie.
In oktober 2018 werd Baidu het eerste Chinese bedrijf dat zich bij de coalitie aansloot.
In november 2020 kondigde het Partnership on AI hun AI incident Database (AIID) aan. Aangezien intelligente systemen vatbaar zijn voor onvoorziene en vaak gevaarlijke storingen wanneer ze in de echte wereld worden ingezet, is er volgens het Partnership nood aan een database van werkelijk voorgekomen problemen, zodat ontwikkelaars kunnen trachten die situaties in de toekomst te vermijden.